# Mulcz

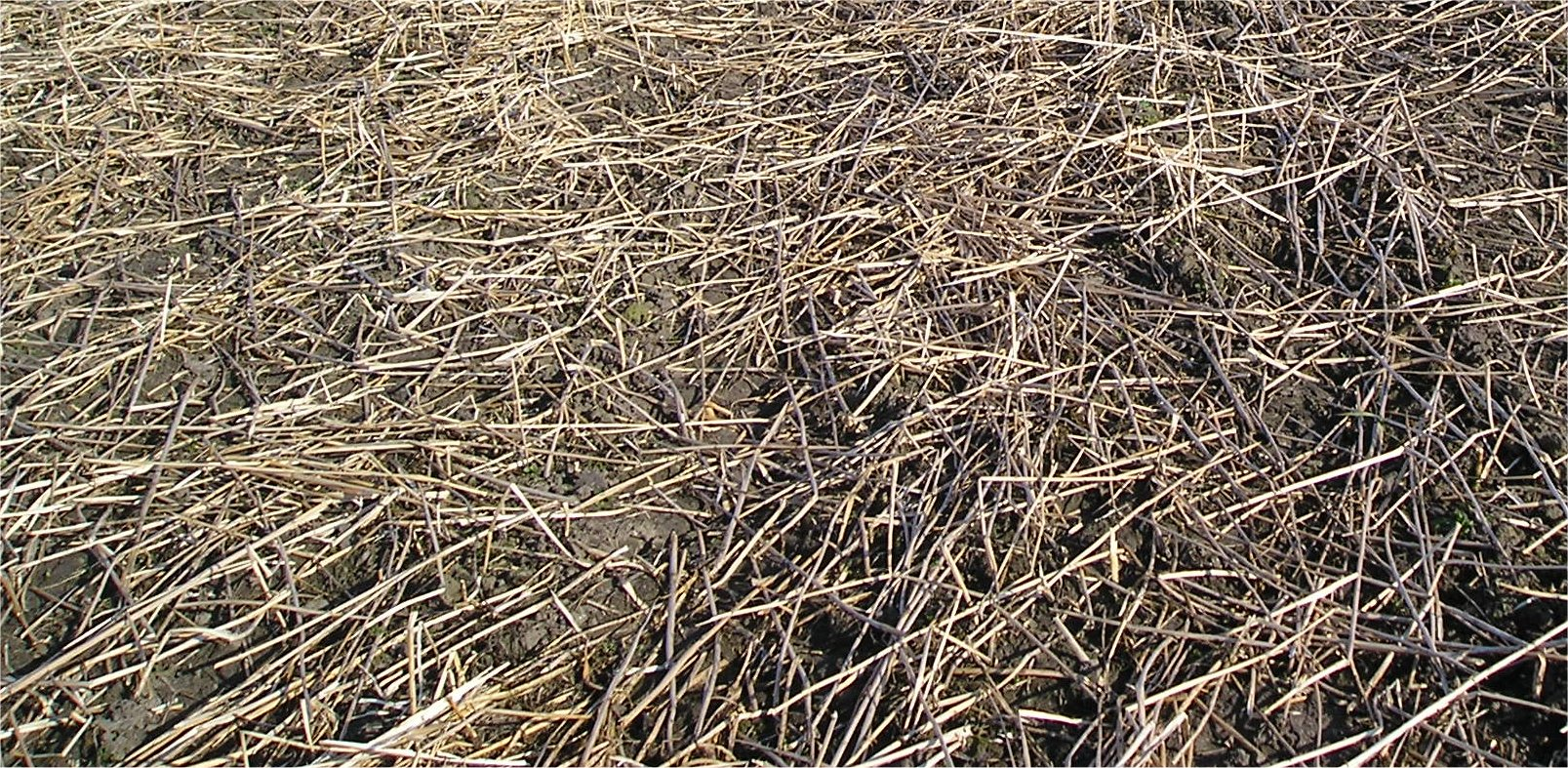
Przemarznięta gorczyca na wiosnę jako mulcz

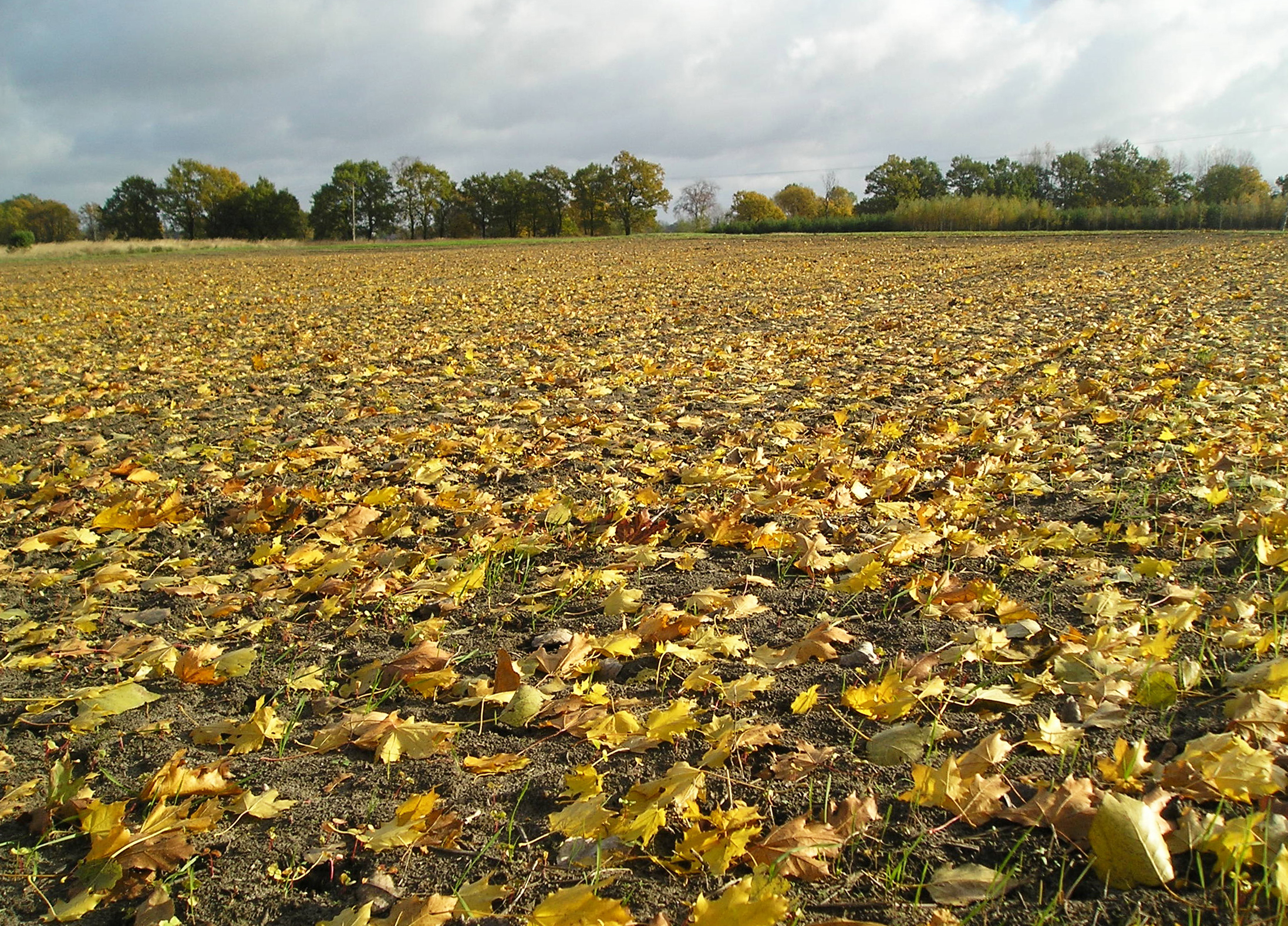
Liście na polu stanowią mulcz

Mulcz – okrywa ochronna gleby, umieszczana na jej powierzchni głównie w celu zniwelowania niekorzystnych oddziaływań czynników siedliskowych. Jako mulczu używa się materii organicznej wyprodukowanej na polu: słomy, nieprzyoranych międzyplonów, skoszonej trawy lub niekwitnących chwastów.

## Działanie mulczu
- regulacja temperatury gleby dzięki zatrzymywaniu ciepła wiosną i jesienią,
- ograniczanie zachwaszczenia[1][2],
- zatrzymywanie wody poprzez spowolnienie jej parowania[3][4],
- wzbogacanie gleby w materię organiczną i składniki pokarmowe poprzez stopniowy rozkład mulczu.

Mulczowanie jest podstawowym zabiegiem w uprawie konserwującej.